# New York Jets
New York Jets je klub američkog nogometa iz Florham Parka u New Jerseyu. Trenutno se natječu u istočnoj diviziji AFC konferencije. Osnovani su 1959. godine pod imenom New York Titans kao jedan od klubova utemeljitelja AFL lige. Dosad imaju osvojen jedan naslov prvaka. Svoje domaće utakmice igraju na MetLife Stadiumu kojeg dijele s drugim klubom iz područja New Yorka, New York Giantsima.

## Povijest kluba

### Počeci kluba
New York Titansi su osnovani 1959. kao jedan od članova AFL lige. Kao i ostale klubove u njoj, Titanse su osnovali poslovni ljudi koji nisu dobili mogućnost da osnuju klub u NFL ligi. Za prvog trenera momčadi je izabran Sammy Baugh, legendarni quarterback Washington Redskinsa od 1937. do 1952. Međutim, prve sezone bile su loše rezultatski i financijski za Titanse. 1962. klub je na rubu bankrota, ali ga spašavaju novi vlasnici. Tada mijenjaju ime u New York Jets, a uz to se sele i na novi Shea Stadium što se pokazuje kao dobar potez, jer već 1964. Jetsi rasprodaju nekoliko utakmica na njemu. 

### Era Joea Namatha
Prekretnica za Jetse dogodila se 1965. kada za njih potpisuje quarterback Joe Namath. Za Namatha su se otimali mnogi klubovi iz AFL-a i NFL-a, ali on završava u New Yorku potpisavši dotad najbogatiji ugovor za novog igrača u povijesti. Unatoč tome, na rezultate je trebalo još malo pričekati. Namath 1967. obara rekord u jardima dodavanja u sezoni (4007), a Jetsi konačno imaju pobjedničku sezonu, prvi put u povijesti. Godinu dana kasnije, osvajaju diviziju s 11 pobjeda u 14 utakmica, te u finalnoj utakmici AFL lige igraju protiv Oakland Raidersa. Jetsi pobjeđuju 27:23 i osiguravaju utakmicu protiv pobjednika NFL lige Baltimore Coltsa predvođenih Johnnyjem Unitasom. U tu utakmicu, treći Super Bowl u povijesti, Coltsi ulaze kao veliki favoriti. Unatoč tome, Namath "garantira" pobjedu Jetsa, što oni i potvrđuju na terenu pobjedom 16:7. Jetsi i sljedeće sezone osvajaju diviziju, ali bez uspjeha u playoffu. To doigravanje bilo je Jetsima posljednje do 1981, iako je Namath igrao za klub do 1976. 

### 1980. do 2000.
Sezonu 1981. Jetsi počinju s tri poraza, ali do kraja sezone pobjeđuju još 10 puta i ulaze u svoje prvo doigravanje još od 1969 gdje gube od Buffallo Billsa u wild-card rundi. Još dalje dolaze iduće sezone. Nakon pobjeda u doigravanju nad Cincinnati Bengalsima i Los Angeles Raidersima ulaze u konferencijsko finale, gdje ih pobjeđuju Miami Dolphinsi 14:0. Jetsi 1984. sele na stadion New York Giantsa, a 1985. i 1986. predvođeni trenerom Joeom Waltonom dolaze do doigravanja.
Nakon desetak loših sezona, klub 1997. preuzima trener Bill Parcells, dotadašnji trener New England Patriotsa. Tu sezonu Jetsi završavaju s 9 pobjeda (sezonu ranije imali su samo jednu), pa rastu očekivanja navijača. Već iduće 1998. Jetsi predvođeni quarterbackom Vinnyem Testaverdeom nakon 12 pobjeda u sezoni osvajaju diviziju (po prvi put od 1969.) i dolaze sve do konferencijskog finala gdje gube od kasnijih prvaka Denver Broncosa 23:10.

### Od 2001. do danas
Herman Edwards preuzima momčad 2001. kao trener, te pod njim momčad predvođena quarterbackom Chadom Penningtonom i running backom Curtisom Martinom tri puta ulazi u doigravanje. Jetsi 2002. čak osvajaju diviziju, ali gube u divizijskoj rundi doigravanja od Oakland Raidersa 30:10. Prije sezone 2006. novi trener postaje Eric Mangini. 2008. u momčad nakon kratkog umirovljenja dolazi Brett Favre, ali zbog ozljede ne uspijeva dovesti momčad u doigravanje. Mangini dobiva otkaz, a novi trener postaje dotadašnji koordinator obrane Baltimore Ravensa Rex Ryan. S novim quarterbackom Markom Sanchezom (prvim izborom na draftu 2009.), Jetsi u iduće dvije sezone dolaze na korak do Super Bowla. 2009. ih u konferencijskom finalu pobjeđuju Indianapolis Coltsi 30:17, a 2010. Pittsburgh Steelersi 24:19.

## Učinak po sezonama od 2008.
| Sezona | Liga | Konferencija | Divizija | Regularni dio sezone | Regularni dio sezone | Regularni dio sezone | Regularni dio sezone | Uspjeh u doigravanju              |
| Sezona | Liga | Konferencija | Divizija | Poz.                 | Pob.                 | Por.                 | Ner.                 | Uspjeh u doigravanju              |
| ------ | ---- | ------------ | -------- | -------------------- | -------------------- | -------------------- | -------------------- | --------------------------------- |
| 2008.  | NFL  | AFC          | Istok    | 3.                   | 9                    | 7                    | 0                    |                                   |
| 2009.  | NFL  | AFC          | Istok    | 2.                   | 9                    | 7                    | 0                    | poraženi u konferencijskom finalu |
| 2010.  | NFL  | AFC          | Istok    | 2.                   | 11                   | 5                    | 0                    | poraženi u konferencijskom finalu |
| 2011.  | NFL  | AFC          | Istok    | 2.                   | 8                    | 8                    | 0                    |                                   |
| 2012.  | NFL  | AFC          | Istok    | 3.                   | 6                    | 10                   | 0                    |                                   |
| 2013.  | NFL  | AFC          | Istok    | 2.                   | 8                    | 8                    | 0                    |                                   |
| 2014.  | NFL  | AFC          | Istok    | 4.                   | 4                    | 12                   | 0                    |                                   |
| 2015.  | NFL  | AFC          | Istok    | 2.                   | 10                   | 6                    | 0                    |                                   |
| 2016.  | NFL  | AFC          | Istok    | 4.                   | 5                    | 11                   | 0                    |                                   |
| 2017.  | NFL  | AFC          | Istok    | 4.                   | 5                    | 11                   | 0                    |                                   |
| 2018.  | NFL  | AFC          | Istok    | 4.                   | 4                    | 12                   | 0                    |                                   |

### Članovi Kuće slavnih NFL-a
- Don Maynard (u klubu od 1960. do 1972.)
- Joe Namath (1965. – 1976.)
- John Riggins (1971. – 1975.)
- Art Monk (1994.)
- Ronnie Lott (1993. – 1994.)
- Curtis Martin (1998. – 2005.)

- Weeb Ewbank (trener) (1963. – 1973.)
- Bill Parcells (trener) (1997. – 1999.)